# Kuratorki
Kuratorki – grupa artystyczna z Opola założona w 2009 r., współtworzona przez artystki-kuratorki: Marię Bitkę, Annę Gądek, Elżbietę Gądek i Malwinę Mielniczuk.

## Twórczość
Grupa powstała w 2009 r. i założona została przez absolwentki Instytutu Sztuki Uniwersytetu Opolskiego. Nazwa grupy to językowa gra z pojęciem kurator oraz słowem kura, i stanowi krytyczny komentarz do sytuacji artystek w polu sztuki współczesnej.
Zajmują się organizowaniem (sobie) wystaw, realizowaniem projektów oraz różnorodnymi działaniami artystycznymi, takimi jak: performans, happening, interwencje i działania skierowane na interakcję z odbiorcami i odbiorczyniami. Inspiruje je rzeczywistość, którą komentują w żartobliwy sposób, dotykając istotnych dla świata sztuki zagadnień, m.in. zagadnień związanych z rządzącymi sztuką mechanizmami, jej komercjalizacją czy społeczną rolą artystów i artystek. W swoich pracach posługują się żartem i absurdalną grą znaczeń.
Ich twórczość porównywana jest do działalności Łodzi Kaliskiej.

## Członkinie
Skład grupy kilkakrotnie ulegał zmianom, obecnie tworzą ją: Maria Bitka, Anna Gądek, Elżbieta Gądek, Malwina Mielniczuk. Z grupą współpracowały także Ilona Barszcz, Barbara Sztybel i Agnieszka Urbanek. Funkcjonowały także jako Kuratorki & Co.

### Maria Bitka
Urodzona w 1986 w Opolu, doktorantka ASP we Wrocławiu oraz ASP w Krakowie i Instytutu Sztuki na Uniwersytecie Opolskim. W trakcie studiów przebywała na stypendiach na Universidad Nacional de Artes w Buenos Aires, Academy of Art Architecture and Design w Pradze oraz na Art Instytut w Indiana University of Pensylwania w USA. Posługuje się różnymi mediami: tworzy performance, instalacje, obiekty. Często dokumentacja jej działań staje się równoprawnym utworem artystycznym. Dużą wagę przywiązuje do procesu powstawania swoich prac, nie lekceważąc jednak wizualnej i zmysłowej atrakcyjność swoich realizacji.

### Anna Gądek
Urodzona w 1984, ukończyła studia na Instytucie Sztuki (obecnie Wydział Sztuki) Uniwersytetu Opolskiego. Specjalizuje się w rzeźbie, ceramice i instalacjach. Inspirując się ludzkim życiem, tworzy scenki rodzajowe w lekkiej, żartobliwej formie, akcentując dziecięce postrzeganie rzeczywistości. W 2014 roku zrealizowała w Opolu, wraz z siostrą bliźniaczką, artystką Elżbietą Gądek, projekt „Która to która”, w którym badały wzajemne relacje, podobieństwa i rozbieżności oraz próby ustanowienia własnej autonomiczności. Projekt zawiera autentyczne historie i anegdoty z życia artystek.

### Elżbieta Gądek
Urodzona w 1984. W 2010 uzyskała dyplom w pracowni intermediów pod kierownictwem prof. Aleksandry Janik. Brała udział w międzynarodowym projekcie „Polish Fashion Now” w Paryżu. Tworzy ilustracje inspirowane modą i teatrem. Jej prace znalazły się w Soho Factory w Warszawie podczas wystawy „Ilustracja PL 2012: O-Kupować”, w Starym Browarze w Poznaniu podczas „Art & Fashion Festival” w 2010 roku. Wystawiała również w Galerii Zamostek MBP, Art Lokalu, Teatrze Eko Studio, czy podczas Schronu Sztuki.

### Malv Miel
Właśc. Malwina Mielniczuk, urodzona w 1986 w Paczkowie. Autorka rysunków, prac malarskich, murali oraz wyszywanek. Studiowała edukację artystyczną w zakresie sztuk plastycznych w Instytucie Sztuki Uniwersytetu Opolskiego. Dyplom pt. Estetyka krwawej jatki obroniła w 2010 roku. Grupę artystyczną Kuratorki założyła pod koniec studiów. W 2013 przyłączyła się do zespołu Shadok, z którym występuje głównie jako perkusistka. Zdarza jej się jednak pisać teksty i komponować muzykę, a także występować w roli wokalistki.

W praktyce twórczej zajmuje się problemami, które dotyczą jej bezpośrednio, zadając pytania o granice wolności twórczej i rolę jaką odgrywa jako kobieta i artystka. Sztuka Malv Miel wypływa bezpośrednio z egzystencji. Powstaje jako odpowiedź na to, co ją spotyka, czego doświadcza, co ją fascynuje, pociąga i bawi lub wkurza. Głównym środkiem ekspresji jakim się posługuje jest rysunek:
Jako dziecko bardzo dużo rysowałam i zawsze to były brzydkie rysunki. Pamiętam, że śmiali się ze mnie w szkole, bo brzydko rysowałam ręce. Nie wiem, jak to się stało, że skończyłam na sztuce, i że nawet niektórym się podoba. U mnie to chyba bardziej praca, niż talent. Zresztą, robię dużo rzeczy, gram na perkusji, haftuję, ale to wszystko to samo. Jak usłyszysz mnie na perkusji po obejrzeniu moich rysunków, to poznasz, że to ja.
Malv Miel łączy w swoich rysunkach tak rozbieżne techniki jak czasochłonne i misterne robótki ręczne ze znajdującą się na drugim biegunie powtarzalnością i prostotą sztuki ksero. Często powiela swoje prace za pomocą kopiarek i rozdaje publiczności, podkreślając, że kopie są ciekawsze niż oryginały. Rozwija ideę sztuki prostej, reprodukowalnej, przenośnej. W swoich zabawnych i z pozoru niewinnych rysunkach często przełamuje tematy tabu i obnaża różnego typu absurdy. Artystka często testuje społeczne oczekiwania wobec kobiet oraz artystek.

## Wybrane akcje, performansy, happeningi
Koncert Organowy
- 2018 PERFORMENSK Festival, Mińsk,
- 2017 „Jeszcze raz – Inaczej”, Festiwal BLASK / BRZASK, Łódź[17][18][19],
- 2016 F/M Festiwal, Galeria Awangarda BWA Wrocław[20][21],
- 2015 UND#8 Festival, Karlsrue[22],
- 2015 Galeria Sztuki Współczesnej, Opole,
- 2015 Varhanni Koncert, Freudenthal Show 3, Galeria Freud&Thal, Bruntal[23][24].

Marnotrawienie
- 2014 Rezydencja artystyczna, Centrum Trawienia Wizji – Brzuch, Fundacja Wersja, Wrocław[25][26].

Kuratorki na festiwalu FAMA
- 2011 Pokój z Tobą, 41. Międzynarodowy Kampus Artystyczny FAMA, Świnoujście,
- 2010 Cykl akcji Teleport, 40. Międzynarodowy Kampus Artystyczny FAMA, Świnoujście[27].

## Wystawy
Wystawy indywidualne
- 2012 Kurriculum Vitae, Galeria Aneks Galerii Sztuki Współczesnej, Opole,
- 2010 Urodziny Kuratorek, BP Atelier, Opole,
- 2009 Pierwsza Jubileuszowa Wystawa Kuratorek, Lokal Studio, Opole[2].

Wystawy zbiorowe
- 2019 100 Flag, galeria Awangarda BWA Wrocław,
- 2017 Zdrowie kobiety, Dom Mody Limanka, Łódź,
- 2017 Jeszcze raz – inaczej, Festiwal BLASK / BRZASK, Łódź,
- 2012 IIIPOIII – projekt Opole / Ołomuniec, Galeria Patro, Ołomuniec,
- 2012 Sztuka kobiet, kobiety w sztuce, Muzeum Śląskie w Katowicach,
- 2012 Mistyfikacje, Galeria Lameli, Kraków,
- 2011 Artystki (O)polskie – jubileusz stulecia ZPAP, Muzeum Śląska Opolskiego, Opole
- 2010 Luksusowe Kury, 6. Międzynarodowy Festiwal Sztuki Wizualnej inSPIRACJE Glamour, Szczecin,
- 2009 The Kuratorkiss – Najniebezpieczniejszy Zespół na Świecie, Schron Sztuki 2 przy Uniwersytecie Opolskim, Opole[2].

## Nagrody i wyróżnienia
- 2010 projekt kuratorski Luksusowe kury włączony w program Międzynarodowego Festiwalu Sztuk Wizualnych inSPIRACJE Glamour, Szczecin,
- 2010 Tytuł Honorowego Laureata festiwalu FAMA[1][2].